# Jauche und Levkojen (Film)
Jauche und Levkojen ist ein Fernseh-Mehrteiler aus dem Jahre 1978, der von der Bavaria Atelier GmbH produziert wurde. Er basiert auf dem gleichnamigen Roman von Christine Brückner. Die Erstausstrahlung fand am 14. August 1978 im Ersten statt.

## Handlung
Der Mehrteiler schildert die ersten drei Lebensjahrzehnte der Maximiliane Irene von Quindt, die 1917 in der Endphase des Ersten Weltkrieges im Hotel Adlon gezeugt wurde, und im August des letzten Kriegsjahres auf dem im Besitz ihres Großvaters befindlichen Gut Poenichen in Pommern geboren wird (Drehort im Film ist Gut Sierhagen). Ihren Vater lernt sie nie kennen, da dieser an der Westfront fällt - offiziell wird nie bekannt, dass ihr Vater in Wirklichkeit ein polnischer Offizier war. Ihre aus Berlin stammende Mutter Vera, die mit dem Kind nichts anfangen kann, lässt das Kleinkind bald auf dem Gut der Großeltern zurück, um sich wieder in das Großstadtleben zu stürzen - sie hatte als Fotografin in einer Berliner Illustrierten Fotos veröffentlicht, die das Leben in Hinterpommern nicht gerade in ein gutes Licht rücken so, dass es zum Streit mit ihrem Schwiegervater kam. 
Sie heiratet einen jüdischen Psychoanalytiker, der aus Wien nach Berlin gekommen war. Als dies in der Zeit des Nationalsozialismus gefährlich wird, reist ihr Schwiegervater, Baron von Quindt, zu ihr nach Berlin und verschuldet sich tief, um ihr die Flucht aus Deutschland zu ermöglichen. Maximiliane aber wächst – als Stammhalterin für das Adelsgeschlecht – bei den alten Quindts in Poenichen auf.
Große wie kleine gesellschaftliche Veränderungen der Zeit spiegeln sich auch in Poenichen wider. Mit knapp 18 Jahren – die Nationalsozialisten sind mittlerweile an der Macht – heiratet Maximiliane ihren entfernten Verwandten Viktor Quint, den sie auf einem Familientreffen kennengelernt hatte. Viktor ist überzeugter Nationalsozialist, NSDAP-Mitglied und Mitarbeiter des Reichssippenamtes. Die Ehe ist keine Liebesheirat. Viktor dient sie dazu, dem „Führer Kinder zu schenken“ – was auch geschieht –, während Maximiliane sich vergeblich erhofft, das Gut und den Großvater, einen überzeugten Gegner Hitlers, vor den Nationalsozialisten schützen zu können. Auch die immer prekärere Kriegslage und die Tatsache, dass er selbst schwer verwundet wird und einen Arm verliert, bringt Viktor nicht von seiner fanatischen Haltung ab. Er hat im Übrigen, neben den Kindern mit Maximiliane, in Berlin eine außereheliche Tochter, Edda, deren Mutter eines Tages auf Poenichen erscheint und das Mädchen dort kurzerhand abgibt. Maximiliane nimmt Edda auf und behandelt sie fortan wie ihr eigenes Kind. 
1945, in der Endphase des Zweiten Weltkrieges, fällt Viktor Quint, gilt aber zunächst nur als vermisst. Maximiliane, mittlerweile mehrfache Mutter, ist gezwungen, zusammen mit vielen Menschen, die auf dem Familiengut leben, vor der anrückenden Roten Armee nach Westen zu fliehen. Zwar behauptet die deutsche Propaganda, es sei nur eine vorübergehende Evakuierung, aber Maximilianes Großvater rechnet nicht mehr damit, dass Pommern noch einmal von den Deutschen zurückerobert werden kann: Er übergibt einem Vorarbeiter, der aufgrund seiner polnischen Abstammung nicht fliehen muss, die Drainagepläne für das Gut, damit er sie demjenigen übergeben kann, der das Land einmal bewirtschaften wird. Der Film endet mit der beginnenden Flucht des Trecks. Im Hintergrund fallen zwei Schüsse. Die Großeltern, die ihre Heimat nicht verlassen wollten, haben den Freitod gewählt.
Die Fortsetzung erschien zwei Jahre später unter dem Titel Nirgendwo ist Poenichen.

## DVD
Seit 2008 ist die Serie auf DVD erhältlich.